# Esbjerg IF 92
Idrætsforeningen af 1992 (ofte forkortet Esbjerg IF 92 eller IF 92) er en dansk sportsklub hjemmehørende i Esbjerg. Klubben har bl.a. idrætsgrenene fodbold og håndbold på programmet.
Klubben blev stiftet i efteråret 1992 som en fusion mellem to klubber i Østerbyen; Boldklubben ØB (stiftet 1950) og B 47 (stiftet 25. november 1947). Fusionen kom på baggrund af, at man ønskede at styrke ungdomsarbejdet, som oplevede et fald i antallet af ungdomsmedlemmer. Fusionen havde sportslig virkning fra 1993-sæsonen. 

## Ekstern henvisning
- IF 92's officielle hjemmeside Arkiveret 20. maj 2010 hos  Wayback Machine